# Dora Bright
Dora Estella Bright (Sheffield, 16 d'agost del 1863; Londres, 16 de novembre del 1951) va ser una compositora i pianista anglesa.

## Biografia

### Infantesa
Dora Bright, filla del capità Augustus Bright, comerciant i diplomàtic, i Katherine Coveney Pitt, actriu, va néixer a Sheffield el 16 d'agost del 1863. Va debutar als nou anys en un concert benèfic a la seva ciutat natal, acompanyada pel seu pare, que tocava el violí.
L'1 de novembre del 1880 el seu pare va morir d'un atac de cor a l'edat de cinquanta anys. Després de la fallida de l'empresa del seu pare i de la companyia de teatre de la seva mare, Dora decideix cursar estudis de música a la Royal Academy of Music de Londres.

### Educació musical (1881 - 1888)
Dora Bright va estudiar piano i composició a la Royal Academy of Music de Londres entre 1881 i 1888, sota el mestratge de Walter Macfarren i Ebenezer Prout. Durant aquest període, va guanyar la Potter Exhibition el 1884, el Lady Goldschmid i el premi Sterndale Bennett el 1886, acumulant un total de 32 premis. Va ser la primera dona a rebre la medalla de plata Charles Lucas de composició en finalitzar els seus estudis el 1888. El mateix any, poc abans de deixar l'Acedèmia, havia compost les Variations on an original theme of Sir G. A. Macfarren (Variacions sobre un tema original de Sir G. A. Macfarren).

### Carrera com a pianista
La seva carrera com a solista va començar el gener de 1889 tocant el seu concert per a piano amb una orquestra de la Royal Academy of Music.
Durant la tardor de 1889 va viatjar per tot Europa oferint concerts. Els més destacats, a Dresden, Colònia i Leipzig. També va rebre classes a París de Moritz Mozkovski. Els concerts a les ciutats alemanyes van ser dirigits per Carl Reinecke i Bright va interpretar el seu propi Concert per a piano en la menor. El mateix concert va ser interpretat al Crystal Palace sota la direcció d'August Manns el 28 de març del 1891.
El 1892 la Philharmonic Society li va encarregar una obra, Fantasia, sent així la primera dona que rebia un encàrrec d'aquesta societat. Aquesta obra es va estrenar l'11 de maig del 1892. Aquell mateix any va oferir el primer recital integral de música anglesa per a piano, titulat From Byrd to Cowen (De Byrd a Cowen). El mes de març es va casar amb el capità Wyndham Knatchbull i va anar a viure amb ell a Babington.
A partir de llavors, Dora Bright es va centrar en la composició i va escriure un gran nombre de ballets dedicats a la ballarina Adeline Genée, presidenta fundadora de la Royal Academy of Dance.

### Edat adulta
El 1900 el seu marit, el capità Knatchbull, va morir als seixanta anys. Dora no va tornar mai més a la vida professional, però no va deixar de compondre i les seves obres van ser estrenades tant en concerts benèfics com en grans teatres i auditoris.
Dora Bright encapçalava un grup d'aficionats anomenat Babington Strollers, que organitzava concerts i esdeveniments per a recollir fons amb finalitats caritatives. Allà, Bright va poder estrenar moltes de les seves obres. També es va fer càrrec del festival Shepton Mallett, va recollir fons per al National Festival of British Music, va tocar a la Bath Quartet Society i va ser la presidenta del Mit Somerfest Competitions Festival. Es té constància que Bright va ser a París l'any 1910, ja que en una de les seves obres d'aquell any apareix el nom d'aquesta ciutat a la firma.
A la dècada del 1940 va participar com a crítica musical al programa de ràdio Musical Opinion. Durant aquests anys també va escriure alguns articles d'opinió on criticava la música contemporània, sobretot la de Debussy, Strauss, Schönberg, Stravinsky, Britten i Lambert.
Dora Bright va morir el 16 de novembre de 1951 a Londres.

## Obra (selecció)[5]

### Ballets
- The Dryad (25 de març del 1907, Playhouse Theatre, Londres)
- The Faun (10 d'octubre del 1910, Empire Theatre of Varieties, Londres)
- La Camargo (20 de maig del 1912, London Coliseum, Londres)
- La danse (17 de desembre del 1912, Metropolitan Opera, Nova York)
- A Dancer's Adventure (11 d'octubre del 1915, London Coliseum, Londres)
- The Love Song (2 de febrer del 1933, London Coliseum, Londres)

### Piano i orquestra
- Concert per a piano no. 1 en la menor (1888)
- Concert per a piano no. 2 en re menor (1892)
- Fantasia en sol menor (1892)
- Variacions per a piano i orquestra (1910)

### Orquestra
- Concertstück per a sis timbals i orquestra (c. 1915)
- Suite bretonne per a flauta i orquestra (1917)

### Piano
- Variacions sobre un tema original de Sir G. A. Macfarren, duet (1894)

### Cançons
- Twelve Songs (1889) (text de Shakespeare, Herrick i altres)
- Six Songs from the Jungle Book (1903) (text de Kipling)